# بخش رامالو
بخش رامالو (به اسپانیایی: Partido de Ramallo) یک منطقهٔ مسکونی در آرژانتین است که در استان بوئنوس آیرس واقع شده‌است. بخش رامالو ۱٬۰۴۰ کیلومتر مربع مساحت و ۲۹٬۱۷۹ نفر جمعیت دارد.